# Умершие в августе 2008 года
Это список известных людей, соответствующих установленным критериям значимости (см. Википедия:Критерии значимости персоналий), умерших в августе 2008 года.
Причина смерти указывается лишь в исключительных случаях (убийство, самоубийство, гибель в результате военных действий, смертная казнь, ДТП или несчастные случаи). В остальных случаях — не указывается.

## Список
- 1 августа — Саутов, Иван Петрович (60) — директор Государственного музея-заповедника «Царское Село»; сердечный приступ[1].
- 1 августа — Клаубер, Гертан (76) — британский актёр[2].
- 2 августа — Бейнс, Паулина (85) — британский иллюстратор («Хроники Нарнии», «Властелин колец»[3].
- 3 августа — Александр Лактионов (61) — украинский психолог.
- 3 августа — Солженицын, Александр Исаевич (89) — советский и русский писатель, диссидент, лауреат Нобелевской премии по литературе; сердечный приступ[4].
- 4 августа — Кримец, Константин Дмитриевич (68) — советский и русский дирижёр, руководитель оркестров «Глобалис» и «Маэстро»[5].
- 5 августа — Алёшникова, Лилиана Лазаревна (73) — советская и русская актриса театра и кино, заслуженная артистка РСФСР.[www.kino-teatr.ru/kino/acter/w/sov/105/bio/]
- 5 августа — Генрих Бандровский (79) — партийный деятель Украинской ССР.
- 6 августа — Барсегов, Юрий Георгиевич (83) — российский специалист по международному праву, доктор юридических наук, профессор международного права.
- 6 августа — Борис Бутаков (84) — советский режиссёр-мультипликатор.
- 7 августа — Ральф Клайн (77) — израильский баскетболист, баскетбольный тренер и спортивный обозреватель.
- 8 августа — Владимир Соловьёв (71) — советский футболист, игрок куйбышевских «Крыльев Советов», футбольный тренер, мастер спорта (1961).
- 8 августа — Абдуллин, Раушан Мухамедович (20) — разведчик-сапёр 2 группы 2 роты 107 отряда специального назначения 10-й отдельной бригады специального назначения Северо-Кавказского военного округа, рядовой. Герой Российской Федерации.
- 8 августа — Гава, Антонио (78) — итальянский политик, министр внутренних дел (1988—1990)[6].
- 9 августа — Апасян, Игорь Карпович (55) — советский, украинский и российский кинорежиссёр.[www.kino-teatr.ru/kino/director/ros/13744/bio/]
- 9 августа — Ветчинов, Денис Васильевич (32) — майор, Герой России, участник войны в Южной Осетии[7].
- 9 августа — Дарвиш, Махмуд (67) — палестинский поэт; осложнения после операции на сердце[8].
- 9 августа — Мак, Берни (50) — американский актёр; осложнения после пневмонии[9].
- 9 августа — Мамруков, Александр Прокопьевич (81) — советский учёный, кандидат физико-математических наук.
- 9 августа — Василий Сиротинкин (84) — участник Великой Отечественной войны, генерал-майор. Герой Советского Союза.
- 10 августа — Слободяник, Александр Артемьевич (66) — пианист, заслуженный артист РСФСР; инфекционный менингит[10].
- 10 августа — Хейз, Айзек (65), влиятельный американский ритм-энд-блюз-музыкант, также актёр и музыкальный продюсер; причина точно не известна[11].
- 11 августа — Зиновац, Фред (79) — австрийский политик, канцлер Австрии (1983—1986)[12].
- 11 августа — Скавронский, Алексей Григорьевич (76) — советский и российский пианист, педагог, народный артист России[13].
- 11 августа — Борис Шифрин (78) — советский и российский актёр, поэт, автор текстов песен.
- 11 августа — Храпатый, Анатолий Михайлович (45) — советский и казахстанский спортсмен-тяжелоатлет, олимпийский чемпион и призёр по тяжёлой атлетике; мото-авария[14].
- 12 августа — Баксендолл, Майкл (74) — британский историк искусства[15].
- 12 августа — Алексей Пуцыкин (27) — старший лейтенант Вооружённых Сил Российской Федерации, участник чеченского конфликта и конфликта в Южной Осетии, Герой Российской Федерации.
- 13 августа — Картан, Анри (104) — французский математик[16].
- 13 августа — Тозо, Дино (39) — итальянский автомобильный инженер, директор по аэродинамике команды «Формулы-1» «Рено» (2003—2008); рак[17].
- 14 августа — Василий Астапов (90) — скульптор, поэт.
- 14 августа — Бакир Фархутдинов (83) — советский тяжелоатлет.
- 15 августа — Векслер, Джерри (91) — американский продюсер (Арета Франклин, Рэй Чарльз, Боб Дилан), автор термина «ритм энд блюз»; сердечная недостаточность[18].
- 15 августа — Иосиф Дзендзелевский (87) — украинский языковед, доктор филологических наук.
- 15 августа — Владимир Гагарин — Мастер спорта СССР по шашкам.
- 16 августа — Каимми, Доривал (94) — бразильский композитор и певец, автор музыкальной темы к фильму «Генералы песчаных карьеров»[19].
- 16 августа — Мики, Фанни (78) — колумбийская театральная актриса; почечная недостаточность[20].
- 17 августа — Бедзик, Юрий Дмитриевич (82) — советский и украинский писатель и публицист.
- 17 августа — Владимир Пак (61) — советский и украинский журналист.
- 17 августа — Сенси, Франко (82) — нефтяной магнат, президент футбольного клуба «Рома» (Италия)[21].
- 18 августа — Егор Полтев (90) — Полный кавалер Ордена Славы.
- 19 августа — Альгимантас Масюлис (77) — советский литовский актёр[22].
- 19 августа — Бадирова, Татьяна Багратовна (86) — азербайджанская оперная певица.
- 19 августа — Наталья Бурмистрова (90) — советская актриса театра и кино. Народная артистка СССР.
- 19 августа — Гибли, Биньямин (89) — глава израильской военной разведки[23].
- 19 августа — Валентин Елинскас (50) — советский и украинский футболист, вратарь, позже тренер.
- 19 августа — Мукасей, Михаил Исаакович (101) — советский разведчик[24].
- 19 августа — Мванаваса, Леви (59) — Президент Замбии; инфаркт[25].
- 19 августа — Эфрон, Константин Михайлович (87) — советский и российский биолог, деятель природоохранного движения в СССР, председатель секции Охраны природы Московского общества испытателей природы.
- 20 августа — Берток, Марио (78) — хорватский гроссмейстер и журналист; утонул[26]. (хорв.)
- 20 августа — Мергелян, Сергей Никитович (80) — математик, член-корреспондент Академии наук СССР.
- 20 августа — Хуа Гофэн (87) — китайский политик[27].
- 21 августа — Гудилин, Иван Иванович (86) — советский и российский животновод, профессор, доктор сельскохозяйственных наук.
- 21 августа — Финн, Джерри (39) — американский продюсер (Blink-182, Green Day, Morrissey); обширный инсульт[28].
- 21 августа — Вольфганг Фогель (82) — адвокат, общественный деятель ГДР, посредник в операциях по обмену шпионами времён холодной войны[29].
- 22 августа — Гаврюшкин, Олег Павлович (80) — российский историк, краевед, дважды лауреат премии им. И. Д. Василенко.
- 23 августа — Маринич, Александр Мефодьевич (87) — советский географ.
- 23 августа — Николаев, Юрий Алексеевич (военный) (80) — советский военный и государственный деятель органов безопасности, генерал-лейтенант КГБ.
- 23 августа — Носенко, Юрий Иванович (80) — советский агент КГБ[30].
- 23 августа — Уэллер, Томас Хакл (93) — американский вирусолог, лауреат Нобелевской премии в области медицины (1954)[31].
- 25 августа — Василий Нестеренко (73) — белорусский учёный, член-корреспондент Национальной академии наук Беларуси (1972), доктор технических наук (1968), профессор (1969).
- 25 августа — Сирота, Михаил Дмитриевич (52) — украинский политик[32].
- 25 августа — Таль, Йозеф (97) — израильский композитор[33].
- 26 августа — Михаил (Кучмяк) (85) — епископ Украинской грекокатолической церкви.
- 27 августа — Мартин, Дэл (87) — феминистка, активистка движения сексуальных меньшинств, основательница «Дочерей Билитис»; осложнения после перелома[34].
- 27 августа — Нуритдин Мухитдинов (90) — советский партийный и государственный деятель.
- 27 августа — Юрий Романов (72) — советский футболист, правый защитник.
- 28 августа — Милда Клетниеце (83) — советская и латвийская театральная актриса.
- 29 августа — Николай Редковский (87) — Герой Советского Союза.
- 28 августа — Хилл, Фил (81) — автогонщик, чемпион в классе Формула-1[35].
- 29 августа — Валентин Мудрецов (86) — Герой Советского Союза.
- 29 августа — Щербина, Иван Васильевич (92) — Герой Советского Союза.
- 30 августа — Александр Раевский (51) — Герой Российской Федерации, заслуженный лётчик-испытатель России, полковник, начальник штаба ГЛИЦ им. Чкалова.
- 31 августа — Евлоев, Магомед Яхьяевич (36) — ингушский политик, владелец сайта Ингушетия.ру; огнестрельное ранение в голову при его задержании сотрудниками милиции[36].
- 31 августа — Сычёв, Валерий Александрович — депутат Государственной Думы I созыва.